# Metal Gear Solid 4: Guns of the Patriots
Metal Gear Solid 4: Guns of the Patriots (メタルギアソリッド4 ガンズ・オブ・ザ・パトリオット?, Metaru Gia Soriddo 4: Ganzu Obu Za Patoriotto) è un videogioco d'azione stealth del 2008, sviluppato da Kojima Productions e pubblicato da Konami in esclusiva per PlayStation 3. Si tratta del sesto capitolo principale della serie Metal Gear.

## Trama
(Solid Snake all'inizio del gioco)
Anno 2014. Dopo gli eventi narrati in Metal Gear Solid 2: Sons of Liberty, il mondo è adesso gestito da un immenso sistema informatico chiamato Sons of the Patriots. Tutti i soldati del mondo hanno nel loro corpo nanomacchine che gestiscono le loro emozioni, i loro gesti e forniscono loro l'addestramento e le informazioni adeguate. La maggior parte di loro sono altresì arruolati non in eserciti regolari ma in schieramenti privati, denominati CMP (Compagnie Militari Private).
Solid Snake, invecchiato rapidamente, si trova in Medio Oriente per conto del colonnello in pensione Roy Campbell, ufficialmente come ispettore ONU per il controllo della situazione. La sua vera missione è scovare ed eliminare Revolver Ocelot che, dopo il trapianto di braccio subito anni prima, sembra adesso totalmente succube della personalità di Liquid Snake, tanto da farsi ormai chiamare "Liquid Ocelot". Snake sfugge faticosamente ai Gekko inviati contro il suo plotone, dopodiché incontra Otacon, che gli fornisce una pistola, un dispositivo ottico chiamato SOLID-EYE (utilizzabile come visore termico e notturno) e un piccolo Metal Gear con funzioni di supporto, denominato Mk. II. Successivamente Snake incontra un trafficante d'armi che si presenta come Drebin 893, che gli fornisce diversi armamenti e gli sostituisce le nanomacchine in lui impiantate, risalenti a nove anni prima e quindi obsolete. Lasciato Drebin, Snake entra in un palazzo dove incontra la squadra U.S.A. che gli deve consegnare dei documenti relativi a Liquid Ocelot: la Rat Patrol 01, comandata da Meryl Silverburgh, vecchia fiamma di Snake e co-protagonista del primo Metal Gear Solid. La ragazza rivela di essere la figlia di Campbell ed informa Snake del fatto che il colonnello si è ora risposato (con Rosemary, fidanzata di Raiden) ed ha una nuova vita. La squadra di Meryl e Snake vengono attaccati dall'élite dell'esercito di Liquid, i soldati FROGS. Dopo aver resistito all'assalto il gruppo si divide e Snake prosegue fino ad arrivare al covo di Liquid. Lì però accade qualcosa di strano: dopo che Liquid ha ordinato via radio di attivare qualcosa, tutti, tranne Akiba della Rat Patrol, si sentono male. Snake riesce a riconoscere vicino a lui, durante le convulsioni, la dottoressa Naomi Hunter, responsabile dell'esposizione di Snake al virus FOXDIE durante gli eventi di Metal Gear Solid, che gli lascia una siringa che dovrebbe guarirlo da questo strano malessere.
Liquid scappa e Snake viene recuperato da Hal Emmerich. Sul velivolo che hanno trasformato nella base delle loro operazioni anti-Metal Gear, i due ricevono un messaggio segreto di Naomi. Il messaggio viene craccato da Sunny (figlia di Olga Gurlukovich, perita durante gli eventi di Metal Gear Solid 2: Sons of Liberty): Naomi è prigioniera di Liquid. Snake va a recuperarla in Perù, dove assiste alla cattura dei ribelli da parte delle CMP (Compagnie Militari Private) e all'apparizione della prima B&B, Laughing Octopus. Con stupore, Snake e Otacon riconoscono anche Vamp, sopravvissuto allo scontro nella Big Shell. 
Snake riesce, eliminando varie CMP, a liberare l'area dalle forze di Liquid e a raggiungere il laboratorio di Naomi. Durante il tragitto viene contattato da Raiden, che dice a Snake di essere molto vicino a lui. Arrivato al laboratorio, Snake trova Naomi, che gli spiega che Liquid vuole sfruttarla per impadronirsi del sistema Sons of the Patriots. Dopo un'accurata visita, Naomi spiega inoltre a Snake il motivo del suo innaturale invecchiamento: tutto dipende dalla sua naturale struttura genetica, direttamente derivante dal DNA di Big Boss: Snake non è malato, la vita gli è stata accorciata in laboratorio manipolando i suoi geni prima della sua stessa nascita. Naomi informa inoltre Snake che il FOXDIE all'interno del suo corpo è mutato, perdendo la sua capacità di colpire vittime selezionate in base ad un particolare DNA: a causa di tale mutazione, la diagnosi di Snake è che gli rimangono sei mesi di vita e dopo tre diventerà un'arma biologica vivente, e per evitare questo, dovrà suicidarsi. Inoltre gli spiega meglio come funziona il sistema "Sons of Patriots": le nanomacchine impiantante all'interno del corpo dei soldati fanno sì che gli stessi non provino, in battaglia, emozioni e dolori, in modo da ottimizzare le prestazioni ed aumentare le capacità di riuscita delle missioni. Gli rivela inoltre che Liquid intende sfruttare le conoscenze della dottoressa per impossessarsi del sistema Sons of the Patriots. Il piano, dal nome in codice Guns of the Patriots, è già in fase avanzata.
Snake e Naomi vengono improvvisamente attaccati da Laughing Octopus, che attacca Snake mimetizzandosi con l'ambiente circostante. Dopo averla sconfitta, Snake viene contattato via radio da Drebin che gli racconta la storia di Octopus, dicendogli che, uccidendola, l'ha "purificata".
Snake riesce a recuperare Naomi ed entrambi scapperanno con l'ausilio di Drebin, che riesce a farsi largo tra un plotone di Gekko con la collaborazione di Snake. Dopo essere giunti nel paesino sottostante il complesso del laboratorio, i protagonisti vengono nuovamente attaccati dai Gekko, che vengono affrontati da un redivivo Raiden, diventato un cyborg ninja, che li sconfigge tutti. Raiden ingaggia poi un combattimento all'arma bianca con Vamp: il combattimento termina in sostanziale parità ed entrambi subiscono gravi ferite. Raiden, ormai allo stremo, viene recuperato da Snake e Otacon e portato sull'elicottero.
Il gruppo riparte alla volta di Praga, nell'Europa dell'Est, dove Raiden dice di poter essere curato. La città ceca è anche il luogo dove Liquid vuole attuare la sua prossima mossa, cioè recuperare il cadavere di Big Boss ora in possesso dell'Esercito del Paradiso Perduto, una frangia di ribelli comandati da Big Mama. Durante il viaggio Otacon incomincia a provare dei sentimenti verso Naomi, ricambiato dalla dottoressa che stringe anche un forte legame con Sunny.

Schermata del combattimento in terza persona a mezzo busto

Una volta giunti in Europa, Snake è testimone dell'ennesimo scontro fra le truppe di Liquid e l'esercito del Paradiso Perduto. Snake riesce ad infiltrarsi nel quartier generale di Big Mama e si trova di fronte a una sorpresa spiazzante: in realtà si tratta di EVA, colei che spalleggiò Big Boss durante l'operazione Snake Eater (narrata in Metal Gear Solid 3: Snake Eater) e che in seguito partecipò al progetto Les Enfantes Terribles diventando quindi la madre dei tre Snake. Inoltre viene a sapere chi sono i Patriots: si tratta dei compagni di Big Boss: Major Zero (capo di Big Boss nell'Operazione Snake Eater), Para-Medic (la dottoressa Clark che diede vita ai tre fratelli Snake e a Gray Fox, il quale la uccise subito dopo), Sigint (che sarebbe diventato il futuro direttore della DARPA, Donald Anderson), EVA e Ocelot che decisero di raccogliere l'eredità di The Boss e di perpetuarne gli ideali. Ben presto Big Boss e Zero divennero ostili a causa del desiderio di rimanere saldi agli ideali di The Boss del primo e dell'invece allontanamento da essi da parte del secondo. Fu proprio Major Zero a dar luogo al progetto ai danni di Big Boss (rimasto vittima di un incidente) e soprattutto a rendere immortali i Patriots tramite potenti proxy che avrebbero permesso di controllare la società negli anni a venire. Big Mama inoltre rivela qual è il piano di Liquid: accedere al sistema SOP in modo tale da poter permettere alle sue truppe di controllare la guerra su scala mondiale, ma per accedervi occorre come password il codice genetico di Big Boss che essa possiede, in quanto detentrice della salma del leggendario soldato.
Dopo essere stati scoperti ed aver frettolosamente abbandonato il quartier generale a bordo della moto di EVA, Snake viene attaccato da Raging Raven, la seconda B&B. Dopo un lungo inseguimento, Snake raggiunge il fiume Volta con la madre la quale, però, viene gravemente ferita nella corsa. Dopo aver sconfitto Raging Raven, Snake riprende l'inseguimento a Liquid. Lo ritrova sul fiume Volta, dove i due ingaggiano un combattimento impari: Snake viene facilmente sopraffatto dall'avversario, che gli rivela di essere arrivato troppo tardi: il codice genetico di Big Boss è già stato utilizzato, e Liquid è ormai padrone del sistema SOP. Prova di ciò è che un grosso distaccamento di mezzi e soldati americani guidati da Meryl accerchia Liquid e le sue truppe, ma quasi tutti vengono trucidati: nessuno di loro è infatti più in grado di usare le armi assegnate. Con grande stupore di Snake, ad assistere al trionfo di Liquid ci sono anche Naomi e Vamp, uno di fianco all'altra. Il team di Meryl si salva per miracolo. Non soddisfatto Liquid dà alle fiamme il cadavere di Big Boss e, nel tentativo di salvarlo, Big Mama si getta fra le fiamme. Snake, per salvare dall'incendio la madre, si scaglia a sua volta, ustionandosi la parte sinistra del viso. Big Mama/EVA, quindi, dopo aver parlato per l'ultima volta col figlio, muore; Snake invece viene tratto in salvo da Drebin.
Il piano di Liquid però non è ancora concluso, poiché per avere il controllo completo del sistema deve distruggere il satellite madre dei Patriots, chiamato JD, e per farlo gli occorre il cannone a rotaia del Metal Gear REX, localizzato a Shadow Moses. Snake arriva sull'isola, piena di ricordi per l'eroe: qui si scontra con Crying Wolf, terza B&B, battuta nello stesso nevaio in cui nove anni prima aveva affrontato Sniper Wolf, dopodiché si reca negli oscuri meandri della base, con l'intento di giungere al REX prima di Liquid. Ma il cannone è già stato rimosso: nel sotterraneo Snake trova ed affronta Vamp. Snake intuisce che la siringa fornitagli da Naomi è in grado di bloccare le nanomacchine del nemico, portando il suo metabolismo alla normalità e rendendolo quindi incapace di rigenerare le proprie ferite. Prima della conclusione dello scontro l'area viene però invasa da un'ondata di Gekko Kamikaze, che Snake abbatte mentre il redivivo Raiden, intervenuto in extremis, riesce ad eliminare definitivamente Vamp dopo l'ennesimo duello.
Naomi ricompare e sotto gli occhi stupefatti di Snake e Otacon: spiega ai due di essere ormai malata di cancro in stato terminale ed inibisce le proprie nanomacchine, che fino ad allora l'avevano tenuta in vita. Raiden le riferisce un misterioso messaggio di Sunny, poi la donna spira dicendo agli amici di perseguire nell'intento di fermare definitivamente Liquid.
Snake e Raiden si dirigono all'esterno della struttura utilizzando il redivivo Metal Gear Rex, riparato da Otacon tramite l'Mk. III. Una volta raggiunta la superficie vengono attaccati da Liquid, che guida un Metal Gear RAY. Dopo uno scontro epico (durante il quale Raiden, per coprire le spalle all'amico, rimane incastrato sotto a quintali di calcinacci crollati) Snake riesce ad abbattere il Ray, ma rimane ferito alla spalla. Ciò permette a Liquid di scappare a bordo della sua corazzata, la nave Outer Haven con la quale tenta di travolgere Snake. L'eroe viene però salvato ancora una volta da Raiden, liberatosi dai calcinacci tagliandosi un braccio: il cyborg frappone il suo corpo tra Snake e la nave, venendo di conseguenza investito dopo aver opposto una strenua resistenza.
Recuperati da una corazzata statunitense, la Missouri, guidata da una sua vecchia conoscenza, Mei Ling, Snake e il team Rat Patrol 01 lanciano un ultimo attacco alle forze di Liquid assaltando la Outer Haven: il piano prevede la disattivazione di GW, il server dei Patriots ora ospitato all'interno della nave, tramite un worm creato da Naomi ed ultimato, incredibilmente, da Sunny. Una volta a bordo della nave Snake affronta Screaming Mantis, ultimo membro delle B&B. Ella è controllata a sorpresa da Psycho Mantis, la cui psiche scompare una volta eliminata la bestia. Per disattivare GW è però necessario un ultimo sforzo sovrumano: il corridoio che porta alla sala server è infatti protetto da un sistema di microonde, fatali per il corpo umano. Meryl e Snake giungono insieme alla porta del corridoio e la ragazza si offre di coprire le spalle a Snake affrontando da sola un esercito di FROGS. A sua volta però Meryl è spalleggiata da Akiba, che durante il combattimento le strappa una promessa di matrimonio. A coprire le spalle a Snake c'è anche Raiden che, nonostante la menomazione subita a Shadow Moses, si batte tenendo la spada tra i denti. Snake si dirige quindi alla sala server della nave, riuscendo a lasciare vivo il corridoio a microonde con la sua forza di volontà e ad infettare GW col cluster worm di Sunny e Naomi. Una volta disattivato il server, tutte le armi ed i Metal Gear dei soldati di Liquid si disattivano, e sugli schermi della sala compare un video in cui Naomi chiede scusa a Snake ed Otacon per averli usati e dà un nome al worm: FOXALIVE, in netta contrapposizione al FOXDIE da lei creato a Shadow Moses.
Snake, gravemente ferito, viene trasportato in cima alla Outer Haven. Mentre attende i soccorsi, l'eroe viene affrontato a muso duro da Liquid, che gli svela finalmente la verità: i Patriots non sono altro che la frangia americana dei Filosofi, coloro che durante le guerre mondiali si associarono per arrivare al dominio del mondo. Faccia a faccia con la sua nemesi Snake lo affronta in un'ultima lotta a mani nude, al termine della quale Liquid si accascia a terra e muore. La lotta è finita: i Patriots sono distrutti per sempre.
Successivamente Meryl e Johnny celebrano il loro matrimonio, mentre Raiden si trova in ospedale dove gli vengono ricostruite le braccia. L'uomo viene visitato dalla sua fidanzata Rosemary e da un bambino di nome John, che la donna gli rivela essere suo figlio. Rosemary rivela a Raiden che aveva solo finto di essere la moglie del colonnello Campbell, per assicurarsi protezione dai Patriots. Raiden promette che non fuggirà più e si riunisce alla sua famiglia.
Snake si ritrova in un cimitero, dove sta per uccidersi per evitare l'epidemia che potrebbe contagiare il mondo intero, ma non ha il coraggio di suicidarsi, togliendosi la pistola dalla bocca e sparando altrove all'ultimo secondo, per poi incontrare a sorpresa Big Boss. Il leggendario eroe spiega al figlio di essersi salvato dall'esplosione di Zanzibar Land e gli dice di essere stato ricostruito tramite parti degli altri Snake. Ricongiuntosi al figlio, gli racconta cosa fossero le proxy dei Patriots, e lo rassicura sul fatto che i geni del FOXDIE stanno decadendo e non causeranno più l'epidemia: ciò che ha ucciso gli altri Patriots era infatti il nuovo FOXDIE che era programmato per quello scopo, iniettato all'interno del corpo di Snake da Drebin in occasione del loro primo incontro, insieme alle nanomacchine. Con Big Boss vi è anche Major Zero, oramai ridotto a un vegetale, che verrà eutanizzato dallo stesso Big Boss. Solid Snake poi chiede al padre come fa ad essere ancora vivo: Big Boss gli rivela che Liquid ha potuto avere accesso al codice perché la salma utilizzata a Praga altro non era che quella di Solidus Snake, il clone perfetto di Big Boss. Il leggendario soldato spiega inoltre al figlio che Ocelot non era succube della personalità di Liquid, ma che si era sottoposto ad ipnosi per ingannare i Patriots. Dopo aver reso un ultimo omaggio a The Boss, Big Boss muore, ma non prima di aver invitato il figlio a non combattere mai più. Snake decide quindi di ritirarsi, di smettere di fumare e di vivere accanto a Otacon e Sunny i suoi ultimi giorni di vita da uomo libero, con Otacon che si offre di fargli da "testimone", raccontando le sue gesta alle generazioni future.

## Modalità di gioco
In questo capitolo Solid Snake ha una nuova mimetica ultratecnologica progettata da Otacon di nome Octo-Camo, che consente a Snake di cambiare colore come una piovra con le sue prede (dal nome inglese di questo animale, Octopus, deriva il nome della mimetica), con cui si mimetizza con l'ambiente circostante: pareti, pavimenti, muri, anche nei posti più bui come tunnel, caverne e grotte.
L'approccio stealth non è l'unico e starà al giocatore decidere come "operare". Snake è fornito anche di una benda ottica sull'occhio sinistro chiamata Solid Eye System, un sistema di binocolo-radar ultratecnologico in tre dimensioni che può essere utilizzato per identificare il tipo di nemico, come binocolo, come visore a infrarossi (ovvero termico e notturno allo stesso momento), e anche per vedere la situazione mappata tridimensionalmente dei piani inferiori o superiori a quello in cui ci si trova al momento dell'uso. Snake può nascondersi all'interno dei barili e dei cassonetti dell'immondizia, più efficaci rispetto alla scatole di cartone; può rotolare, però restare troppo tempo all'interno dei bidoni della spazzatura farà ammalare Snake portandolo alla nausea, nonché potrebbe portare i nemici ad avvertire lo sgradevole odore emanato dal personaggio rimasto per troppo tempo nel cassonetto o bidone. Snake può riprendersi dalla nausea dando un'occhiata alle riviste per adulti, con la possibilità di sfogliare le pagine. Le barre "Stress Meter" (Stressometro) e "Psiche" sostituiscono il "vigore" del precedente capitolo di Metal Gear, e la "Mappa Base", cioè una mappa radar con un cerchio ridimensionata in modo dinamico basato sulla presenza di Snake nell'ambiente. La Psiche si svuota se Snake viene colpito dagli attacchi ed è collegata alla psicologia sul campo di battaglia. Se seguito dai nemici, se esposto a temperature troppo alte o basse o ad un cattivo odore, ciò aumenterà il suo Stressometro e questo comporterà con il tempo una riduzione della Psiche (questa potrebbe calare anche durante alcuni momenti prefissati della trama, quando Snake si troverà in situazioni sgradevoli o difficoltose). Se la Psiche è scarsa e lo stress è troppo alto, Snake avrà difficoltà a mirare, soffrirà di dolori alla schiena accovacciandosi o camminando per troppo tempo e a volte potrebbe perdere brevemente i sensi dopo aver subito danni, fatto che gli impedirà di agire e lo lascerà esposto agli attacchi e al fuoco nemico. Infine, uccidere troppi nemici in poco tempo porterà Snake a ricordare le parole di Liquid Snake durante il loro confronto avvenuto a Shadow Moses anni prima: Solid Snake vomiterà nervosamente, il che gli svuoterà di molto la Psiche. Per ripristinare la Psiche, Snake può ad esempio riposarsi in un luogo sicuro oppure prendere un oggetto curativo.
Il CQC (Close Quarter Combat) (ovvero Combattimento Ravvicinato), già ammirato e apprezzato in Metal Gear Solid 3: Snake Eater, è totalmente rinnovato; questo ha ancora lo scopo di uccidere, disarmare, stordire, interrogare, stendere a terra e derubare il nemico a distanza ravvicinata. A differenza dei precedenti capitoli, i combattimenti con armi da fuoco sono caratterizzati da una visuale sulla spalla in terza persona ma a mezzo busto che si attiverà premendo il tasto L1 (nei capitoli precedenti la visuale per mirare con precisione era sempre in prima persona); inoltre premendo subito dopo il tasto triangolo la mira passerà automaticamente in prima persona, ma con la possibilità di guardare solo attraverso gli organi di mira dell'arma.
È presente un nuovo tipo di Metal Gear chiamato Gekko, prodotto in serie per la perlustrazione, composto da parti meccaniche ed organiche (utilizzate allo scopo di migliorarne movimenti, velocità e reattività), che inseguirà Snake emettendo versi bovini. Questi robot sanguineranno quando subiranno dei colpi e saranno controllati da una I.A. Oltre ad essere molto grossi e perciò ad attaccare con le gambe, i Gekko possono lanciare granate e attacchi balistici. Sono molto difficili da liquidare se non con due o tre razzi, ma rimane il fatto che le loro gambe organiche possono essere fratturate a furia di proiettili, dando al giocatore la possibilità di fuggire (comunque il robot continuerà ad attaccare con le mitragliatrici). Un altro interessante modo di neutralizzarli per due o tre minuti è sparare alle loro gambe proiettili soporiferi a volontà. Dopo un po' le gambe non reggeranno più e il Gekko rimarrà completamente indifeso per un bel po'. Ne esiste anche una versione in miniatura, chiamata Gekko nano. Questi ultimi, rotondi e dotati di tre braccia, sono poco pericolosi da soli, ma spesso dopo essere stato avvistato ne richiamano un gran numero che possono essere un vero problema. Vengono utilizzati nei posti con condizioni climatiche avverse dove un umano sopravvivrebbe per poco, o dove i Gekko normali non riuscirebbero ad entrare. Sono anche presenti, pur se in quantità infima e solo in un certo punto del gioco, dei piccoli Gekko, che hanno la stessa fisionomia dei loro Gekko giganti, ma che sono armati solo di mitragliatrici doppie; l'unico loro problema è che, essendo più piccoli, sono più difficili da colpire.
Torna il Codec, e in aggiunta l'Mk. II/III, un mini-robot bipede, controllato da Otacon, con un'interfaccia dotata di camera per vedere ciò che accade, che rifornirà Snake di munizioni, comunicherà con lui, e sotto il controllo del SIXAXIS di Snake, potrà viaggiare all'interno del campo di battaglia per stordire i nemici con delle scariche elettriche ad alto voltaggio.
È presente una vastissima gamma di armi da usare, la maggior parte delle quali sono acquistabili dal Negozio di Drebin oppure rubandole ai propri nemici, e moltissimi gadget da montare sulle armi, come mirino telescopico, red dot, mirino laser, torcia e lanciagranate.
Solid Snake, in base alle azioni compiute nelle fasi di gioco, può unirsi ed aiutare le milizie locali oppure continuare per la sua missione. Aiutando i miliziani si potrà ottenere il loro appoggio e non si verrà riconosciuti come nemici; parimenti è anche possibile farseli nemici.
Le armi e gli oggetti non sono più rappresentati sotto la forma di scatole rotanti, ma vengono immediatamente visualizzati per cosa sono realmente, ovvero si vedranno realmente i fucili, le razioni, gli oggetti, in modo tale da poterli raccogliere. Soprattutto negli ambienti bui può essere difficile notarli ma utilizzando il Solid-Eye gli oggetti vengono agganciati ed evidenziati sul terreno.

## Ambientazione
Inizialmente, in uno dei primi trailer pubblicati dalla Kojima Productions, venne mostrata la frase "X YEARS SINCE BIG SHELL", ossia " X ANNI DALLA BIG SHELL", sia confermando che il gioco ha luogo dopo gli eventi del secondo capitolo, sia stimolando il dibattito su quanti anni dopo l'incidente del Big Shell il gioco è ambientato. Tuttavia, nelle didascalie giapponesi visualizzate sul trailer si legge "あのビッグシェル事件から数年後..." (ano Big Shell jiken kara suunen go...), ossia "Qualche anno dopo l'incidente della Big Shell". Questo starebbe ad indicare che la X fu semplicemente un'incognita, impiegata nello sforzo di trattenere un velo di segretezza sui dettagli del gioco, piuttosto che il numerale romano. Dopo l'uscita, è confermato che MGS4 è ambientato 5 anni dopo MGS2.
In molti siti, ed anche nel trailer stesso se ne sente parlare, con la didascalia scritta Nine Years Ago at Shadow Moses, (9 anni fa a Shadow Moses) quindi il gioco avviene 9 anni dopo i fatti di Shadow Moses, e 5 anni dopo l'incidente di Manhattan ossia il Big Shell, ovvero il gioco è ambientato nel 2014 quando Solid Snake ha l'età di 42 anni. L'invecchiamento con la sua età è un effetto collaterale di una degenerazione cellulare in stadio avanzato, perché durante il processo di clonazione hanno deciso di accorciargli la vita in modo da usarlo solo fino a quando avrebbe fatto comodo per combattere. Un uomo normale sarebbe già morto, ma a lui restano ancora 6 mesi di vita.

## Personaggi
In questo episodio della saga, con protagonista Solid Snake, si rivedono tutti i personaggi del primo, secondo e terzo Metal Gear Solid, tra cui: la dottoressa Naomi Hunter; il vecchio colonnello Roy Campbell con la nipote Meryl Silverburgh (che in realtà sarebbe sua figlia), ora comandante della nuova FOXHOUND con un'età di 27 anni; lo scienziato Hal Emmerich familiarmente chiamato "Otacon" per la sua passione dei film d'animazione giapponesi; Mei Ling esperta di tecnologie ed elaborazioni immagini, colei che in MGS1 aveva inventato il sistema radar "Soliton" ed il codec; Ocelot il cui nome è ora "Liquid Ocelot"; Raiden, protagonista di MGS2, in questo episodio nei panni di un Ninja molto simile a Gray Fox di MGS1, con la sua missione di proteggere Snake; Vamp di MGS2, l'immortale vampiro che avrebbe una vecchia faida contro Raiden (infatti in un filmato mostrato a una delle presentazioni c'è un lungo combattimento tra i due); EVA di Metal Gear Solid 3: Snake Eater, con i segni dell'invecchiamento (infatti ha l'età di 78 anni); Rosemary, la fidanzata di Raiden, ed infine il protagonista Solid Snake chiamato Old Snake (Vecchio Snake, per via dell'invecchiamento precoce, nonostante i suoi 42 anni anagrafici). Nel trailer mostrato da parte di Konami alla Games Convention 2007 ci sono nuovi nemici che Snake incontra nel suo cammino: si tratta dell'unità SNAKEHOUND o Beauty & Beast (B&B) di cui fanno parte Laughing Octopus, Raging Raven, Crying Wolf e Screaming Mantis. Sono tutti nemici dotati di poteri sovrannaturali ottenuti nel loro misterioso passato, infatti erano persone un tempo buone e normali che, per svariati e tragici motivi, si ritrovano coinvolte nelle vicende narrate nel gioco e compromesse fisicamente e mentalmente. Altri nuovi personaggi in questo capitolo sono stati introdotti nel trailer del TGS, e includono: Drebin, un commerciante di armi con la sua piccola scimmia domestica, una ragazzina di nome Sunny, la quale è la figlia di Olga Gurlukovich, e i membri dell'unità Rat Patrol 01: Jonathan, Ed e Johnny Sasaki detto "Akiba". I nomi Jonathan ed Ed sono riferimenti ai personaggi principali di Policenauts (Ingram e Brown).

### Reparto Beauty and the Beast
I quattro boss principali appartengono a una squadra di donne bellissime che sono state tutte vittime di uno shock verificatosi sul campo di battaglia che ha danneggiato le loro menti, per sopravvivere all'orrore della guerra sono diventate letteralmente delle macchine da guerra. Ora il loro io è diviso a metà tra la loro parte umana e sensibile che viene chiamata "The Beauty" e la loro parte esteriore chiamata "The Beast": la spietata macchina assassina che usano come scudo e che Snake si troverà ad affrontare sul campo di battaglia.
La seconda parte del nome (l'animale) di ogni membro della squadra si riferisce ai nomi dei membri della squadra FOXHOUND di Metal Gear Solid, mentre la prima parte si riferisce alle emozioni provate dai membri dell'unità Cobra in Metal Gear Solid 3, e ancora alcune armi che usano ricordano quelle usate dai membri di FOXHOUND di Metal Gear Solid e Metal Gear Solid 2. Insieme Formano l'unità SNAKEHOUND, con il compito di uccidere Solid Snake, poiché convinte che, uccidendolo, potranno "purificarsi".
I membri dell'unità sono:

#### Laughing Octopus
Dotata di quattro tentacoli che le spuntano dall'apparecchio sulla testa. Usa tali tentacoli per muoversi agevolmente sia a terra che sulle pareti, ma vengono usati principalmente come arma fulminante o stordente, è inoltre dotata di bombe, un P90 e fumogeni per sparire. Gli stessi tentacoli sono molto simili a quelli che utilizzava Solidus Snake, un altro boss di Metal Gear Solid 2. Octopus è capace di mimetizzarsi con l'ambiente copiando le texture dell'ambiente circostante proprio come la nuova mimetica di Snake. È la prima bestia che affronta Snake, quando stava salvando Naomi in Sud America. Drebin sostiene che il suo trauma era dovuto al fatto che il suo villaggio, il Villaggio del Diavolo, dove si mangiavano abitualmente piovre, fu attaccato da soldati nemici che uccisero gran parte della popolazione. A lei toccò una sorte peggiore: fu chiamata "Figlia del Diavolo" e costretta a torturare e uccidere i suoi familiari e amici mentre i soldati la obbligarono a ridere. A lei il sangue dei suoi cari parve nero come l'inchiostro di seppia. Fino allo scontro con Snake non cessò mai di ridere, pur non divertendosi mai (infatti, chiamando via codec Rose, questa affermava che la donna ha i sintomi della sindrome di Ganser, un disturbo post-traumatico caratterizzato da comportamenti totalmente inadeguati alla situazione).
Il suo potere mimetico e il suo nome ricorda Decoy Octopus, "maestro dell'inganno", membro FOXHOUND maestro nei travestimenti. Da lei Snake acquisisce il FaceCamo, che aumenta la mimetizzazione.

#### Raging Raven
Utilizza delle ali per volare e per difendersi e sorprendere i nemici con degli attacchi aerei, può planare in picchiata verso il nemico per tranciarlo con le sue gigantesche ali o attaccare a distanza con dei missili o con il suo lanciagranate. È la seconda bestia ad apparire e affronta Snake in Europa. Drebin sostiene che il suo trauma era dovuto al fatto che in tempo di guerra era stata catturata insieme ad altri bambini da dei soldati nemici che li chiamavano "pesti" ed abusavano continuamente di loro. Un giorno li lasciarono soli a farsi sbranare vivi dai corvi affamati, che però a lei risparmiarono la vita liberandola dalle corde che l'avevano tenuta per tanto tempo prigioniera alle violenze dei soldati. Sentendosi ribollire dentro una forte rabbia uccise i corvi e inseguì i soldati, uccidendoli uno ad uno e i prigionieri civili: per lei non c'era più alcuna differenza. Fino allo scontro con Snake rimase sempre in preda all'ira. Da lei Snake acquisisce il lanciagranate, utile contro gruppi di nemici. La sua rabbia è riconducibile inoltre al noto membro dell'unità Cobra, The Fury. Anche lui infatti contro Big Boss combatteva in volo, utilizzando un lancia fiamme.

#### Crying Wolf
Ha le sembianze di una bestia a quattro zampe per via del suo esoscheletro dalle dimensioni enormi. L'arma che tiene sulla schiena e che utilizza con un braccio meccanico sembra l'enorme RailGun appartenuto al Boss Fortune già vista in Metal Gear Solid 2. È la terza bestia che sfida Snake. Lo affronta a Shadow Moses, nello stesso luogo in cui anni prima Snake aveva sconfitto Sniper Wolf. Drebin sostiene che il suo trauma era dovuto al fatto che in tempo di guerra dei soldati uccisero tutta la sua famiglia, tranne lei e il suo fratellino. Rifugiatisi in un capannone, suo fratello si mise a piangere; ma siccome dei soldati nemici erano vicini, lei pose una mano sulla bocca di suo fratello per farlo smettere ma inavvertitamente lo soffocò. Si ritrovò poi in un rifugio della Resistenza pieno di bambini che piangevano. Lei non riusciva a sopportare il pianto incessante e credette di vedere un lupo che per consolarla uccise i bambini. Ma non c'era nessun lupo; era stata lei. Fino allo scontro con Snake ha sempre pianto e creduto di sentire sempre nella sua testa i pianti dei bambini, finché morendo accettò quello che aveva fatto. Il suo corpo dopo la morte fu portato via da un lupo (probabilmente uno dei lupi di Sniper Wolf) questa volta reale. Assomiglia ovviamente a Sniper Wolf: era ossessionata dai lupi e il luogo in cui combatté era lo stesso dell'ultima sfida tra Solid Snake e Sniper Wolf. Da lei Snake acquisisce il suo cannone elettromagnetico.

#### Screaming Mantis
Fluttua nell'aria e ha il potere di comandare gli uomini come marionette. È dotata di coltelli che usa con quattro delle sue sei braccia artificiali, con le restanti comanda due marionette bambola dalle sembianze di Psycho Mantis e The Sorrow. Inoltre il casco che indossa ricorda molto quello del Cyber Ninja di Metal Gear Solid 2. La bambola di Psycho Mantis ha il potere di controllare le persone vive con le nanomacchine in corpo; mentre quella di The Sorrow gli consente di controllare le nanomacchine ancora presenti nei corpi morti. È colei che controlla le altre bestie ed è chiamata Bestia Suprema. È l'ultima ad affrontare Snake, a bordo della nave di Liquid. Userà i corpi delle Frogs morte (o vive se il giocatore si è comportato da gentiluomo o si sentiva generoso) contro il giocatore e anche Meryl, ripetendo le stesse cose che aveva fatto Psycho Mantis, ovvero usarla come arma oppure facendo in modo che si suicidi. Controlla anche il corpo del giocatore facendogli sbagliare la mira quando intende attaccarla. Iniettando una sostanza speciale tramite una siringa ci si libera dal suo controllo ma, essendo invulnerabile alle armi, bisogna colpire i burattini per privarla della sua forza. Si scopre una volta sconfitta che lo spirito di Psycho Mantis si è fuso con la sua personalità e che era lui a controllare le altre bestie. Drebin sostiene che il suo trauma era dovuto al fatto che in tempo di guerra era finita in una stanza piena di cadaveri usata come camera di tortura e che fu costretta a sentire le grida delle vittime torturate lì. Ebbe la visione di una mantide nera e cominciò a nutrirsi dei cadaveri lì presenti. Quando fuggì, ebbe l'impressione di sentire ancora le grida, e fino a quando non morì per mano di Snake non aveva mai smesso di gridare. Da lei Snake acquisisce le sue marionette, che gli donano una minima parte del potere di controllo dei vivi con le nanomacchine e i morti, ma sono delle armi abbastanza utili, soprattutto per eliminare un nemico a distanza.

#### Psycho Mantis
Non è un vero e proprio membro B&B, ma è in realtà il capo: dopo essere stato ucciso da Snake, il suo spirito si fonde con Screaming Mantis, e controllando lei controllò in segreto (anche se Drebin sapeva ciò) le Belle e le Bestie. Alla morte di Screaming Mantis tenta nuovamente i giochetti che aveva fatto su PlayStation: tenta di leggere il passato del giocatore, mentre in realtà "leggeva" la memory card, ma non essendo più presente su PlayStation 3 dirà: "Le tue capacità sono migliorate. O meglio, il tuo hardware".

#### Similitudini con l'unità FOXHOUND
Sono presenti molte similitudini tra il reparto B&B e l'unità FOXHOUND. Queste similitudini sono più o meno evidenti, e si riscontrano con tutte e quattro le bestie. Ciò lascia intendere che il gioco fa riferimento a Metal Gear Solid 2 e a Metal Gear Solid, più che a Metal Gear Solid 3 (anche se sull'Outer Haven, nel combattimento finale contro Liquid Ocelot, si noterà come questi faccia riferimento a ciò che era accaduto in Metal Gear Solid 3).
Ad ogni modo, sono qui elencate le similitudini tra i vari personaggi.
- Screaming Mantis: nel combattimento con Snake viene esplicitamente fatto notare che il suo spirito è fuso con quello di Psycho Mantis. Inoltre, nel punto del gioco in cui Snake esce dal palazzo dove ha affrontato per la prima volta le Rane insieme alla RAT-PATROL-01, si vede, sotto forma di filmato, un attacco delle B&B alle Milizie, qui, premendo L1 a un certo punto, sì noterà che Snake rimarrà sorpreso nel vedere Screaming Mantis così simile al suo vecchio nemico. Meno notato che il caschetto di questa Bestia è simile a quello utilizzato dal Cyber Ninja di Metal Gear Solid 2.
- Crying Wolf: è esplicitamente fatto notare che il Rail Gun che usa è identico (probabilmente lo stesso) del boss Fortune di Metal Gear Solid 2. Inoltre, si può notare la somiglianza con Sniper Wolf nel luogo del combattimento (lo stesso di Sniper Wolf) e nel fatto che il suo corpo venne portato via dai lupi di Sniper Wolf.
- Raging Raven: c'è una vaga somiglianza tra lei e il membro della FOXHOUND Vulcan Raven: egli parlava con i corvi, animali che la liberarono, e aveva una tuta da combattimento simile. Inoltre, Raging Raven assomiglia vagamente a una Rana.
- Laughing Octopus: i tentacoli meccanici che usa sono dello stesso modello di quelli di Solidus Snake di Metal Gear Solid 2 con l'unica differenza che quelli di Laughing Octopus sono mimetici. Inoltre, essa utilizza un sistema di mimetizzazione uguale alla OctoCamo di Snake, ma più avanzato. Inoltre il suo nome e l'arte del mimetismo l'avvicinano a Decoy Octopus, membro della "vecchia" FOXHOUND e maestro dei travestimenti.

### La nuova FOXHOUND
Ci sono quattro membri della nuova FOXHOUND conosciuti anche come "Rat Patrol 01", aventi ognuno uno specifico ruolo. Si sono infiltrati per investigare sull'armata insurrezionale di Liquid Ocelot, e sono quindi la risposta "Ufficiale" del governo alla situazione. I quattro membri sono: Meryl Silverburgh, il capo, Ed, vice di Meryl, Jonathan, un muscoloso soldato, e Johnny, lo stesso del primo Metal Gear Solid (ciò si capisce perché quando parla di sé in un flashback si vede il carceriere del primo Metal Gear Solid). Meryl, Ed e Jonathan sono connessi tra loro da un network speciale, chiamato SOP "Sons of the Patriots" grazie alle nanomacchine di terza generazione all'interno dei loro corpi, che permette loro di condividere letteralmente i sensi. Ciò fa sì che la squadra funzioni esattamente come un'unica entità. Questo giochetto si rivela essere molto efficace, ad esempio, mentre macellano l'unita speciale "FROGS" che sostituisce i soldati Tengu nel nuovo trailer del TGS. Inoltre Ed e Jonathan si sono visti equipaggiati con il fucile d'assalto XM8 e Meryl con la sua Desert Eagle. Johnny però non partecipa (viene anche schernito da Snake che lo etichetta come "rookie" "dilettante", alle prime armi cioè, dopo essersi dimenticato di togliere la sicura al fucile) alle azioni di squadra perché le nanomacchine che servono per far funzionare il Sistema vanno iniettate, e Johnny ha paura degli aghi. La sua paura però gli porterà grande fortuna poiché sarà immune ai dolori ed al controllo mentale subiti dai suoi compagni e dai PMCs durante il trailer mostrato all'E3 2007, e potrà salvare la vita a Snake e Meryl quando questi sono presi dai dolori.

## Sviluppo

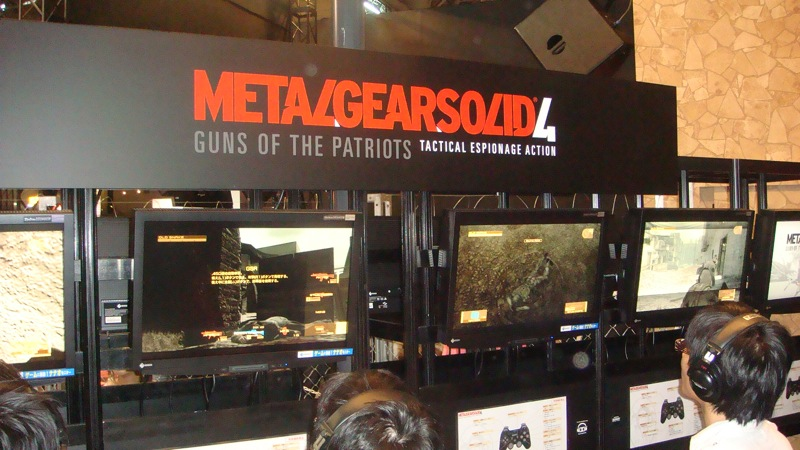
Postazioni di gioco di Metal Gear Solid 4 al Tokyo Game Show.

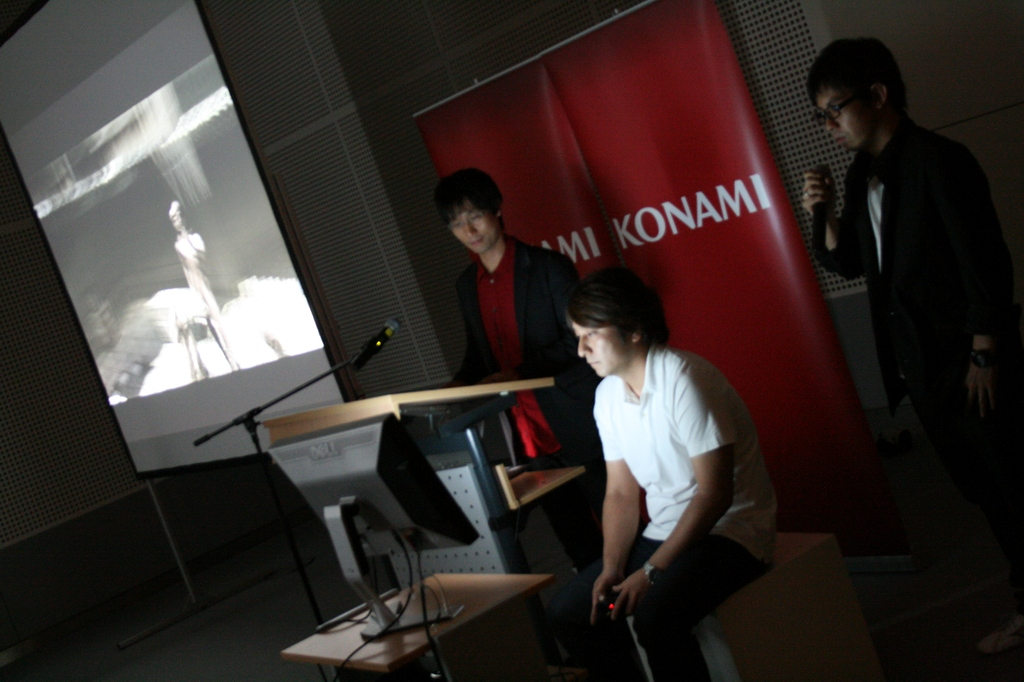
Presentazione della prima demo in anteprima di Metal Gear Solid 4 a Lipsia, in Germania nel 2007.

Presentato al pubblico per la prima volta in video all'E3 2005 di Los Angeles, è stato commercializzato a partire dal 12 giugno 2008.
Usando il motto "No Place To Hide" ("Nessun posto per nascondersi") ed il tema di "Senses", il gioco è prodotto da Kenichiro Imaizumi, con il creatore della serie Hideo Kojima co-direttore del gioco insieme a Shuyo Murata; compositori musicali sono Harry Gregson-Williams e Nobuko Toda, mentre il designer dei personaggi è Yoji Shinkawa.
A livello tecnico, Metal Gear Solid 4, ha completamente stravolto l'opinione videoludica dell'epoca: Hideo Kojima stesso ha affermato che il gioco era implementato su un Blu-ray Disc dual layer da 50 gigabyte; aggiungendo inoltre che tutto quello spazio non sarebbe stato sufficiente a contenere il gioco e per questo il team di sviluppo di Kojima Productions ha dovuto ricorrere ad avanzati metodi di compressione dei contenuti.
Anche a causa di questo la risoluzione nativa di Metal Gear Solid 4 è stata scalata ad un formato piuttosto insolito: 1024x768 pixel con aspect ratio a 4:3, rispetto allo standard alta definizione 1280x720 pixel - 16:9. Nonostante l'ottimo motore grafico del gioco di per sé mascherava questa particolarità, per rimediare, il team di sviluppo ha comunque pensato bene di includere un particolare sistema di antialiasing, noto col nome di temporal anti-aliasing settato a 2x; questo sistema è in grado di garantire gli stessi effetti di un MSAA 4x, ma di richiedere solo la metà delle risorse necessarie per funzionare.
Dopo essere stata annunciata l'11 luglio 2012, una patch per il gioco, è stata distribuita il 6 agosto dello stesso anno per includere 34 trofei collezionabili. Oltre a questo la patch ha anche rimediato ai caricamenti di 110-120 secondi che si ponevano tra un capitolo e l'altro del gioco.

## Doppiaggio
- Le voci principali sono rimaste le stesse di Metal Gear Solid 2: Sons of Liberty ad eccezione di Koji Totani (Revolver Ocelot), che è morto nel febbraio 2006. Totani è sostituito dal giapponese Banjo Ginga che fornisce la voce di Liquid Ocelot. Inoltre Houko Kuwashima copre il ruolo di Mei Ling nel gioco. Shinya Tsukamoto ricopre la voce di Vamp. La voce di EVA è della cantante Mari Natsuki.
- Nelle voci inglesi, naturalmente David Hayter come nei precedenti capitoli ha il ruolo del protagonista Solid Snake, Patric Zimmerman (Liquid Ocelot), Quinton Flynn (Raiden), Paul Eiding (Roy Campbell) e Christopher Randolph (Otacon) ricoprono i loro ruoli come nei titoli precedenti.

| Personaggio            | Doppiatore       | Doppiatore             | Motion capture                 |
| Personaggio            | Giapponese       | Inglese                | Motion capture                 |
| ---------------------- | ---------------- | ---------------------- | ------------------------------ |
| Old Snake              | Akio Ōtsuka      | David Hayter           | Ryoji Okamoto                  |
| Hal "Otacon" Emmerich  | Hideyuki Tanaka  | Christopher Randolph   | Shumei Kawashima               |
| Sunny                  | Kikuko Inoue     | Christina Puccelli     | Yasuyo Nabeshima               |
| Roy Campbell           | Takeshi Aono     | Paul Eiding            | Takashi Kubo                   |
| Drebin                 | Keiji Fujiwara   | Khary Payton           | Takashi Kubo                   |
| Meryl Silverburgh      | Kyoko Terase     | Debi Mae West          | Eriko Hirata                   |
| Johnny (Akiba)         | Jun Fukuyama     | Beng Spies             | Kazuki Muramatsu               |
| Liquid Ocelot          | Banjō Ginga      | Patric Zimmerman       | Taro Kanazawa                  |
| Naomi Hunter           | Hiromi Tsuru     | Jennifer Hale          | Haruna Aimoto                  |
| Raiden                 | Kenyū Horiuchi   | Quinton Flynn          | Takeshi Yoshioka Eiji Morisaki |
| Vamp                   | Shinya Tsukamoto | Phil LaMarr            | Naoki Saito                    |
| Big Mama               | Mari Natsuki     | Lee Meriwether         | Mao Yuuki                      |
| Mei Ling               | Houko Kuwashima  | Kim Mai Guest          | Yumi Kikuchi                   |
| Jonathan               | Hideyuki Tanaka  | James Sie              | Motosada Mori                  |
| Ed                     | Shōzō Iizuka     | Dave Fennoy            | Shigeyuki Horita               |
| Rosemary               | Kikuko Inoue     | Lara Cody              | Haruna Aimoto                  |
| John                   | Yuya Kawamura    | Jennifer Hale          |                                |
| Bambino locale         |                  | Colleen O'Shaughnessey |                                |
| Beast                  |                  | Fred Tatasciore        |                                |
| Laughing Octopus       | Haruna Aimoto    | Paula Tiso             | Haruna Aimoto                  |
| Raging Raven           | Yumi Kikuchi     | Nika Futterman         | Yumi Kikuchi                   |
| Crying Wolf            | Eriko Hirata     | Debra Wilson Skelton   | Eriko Hirata                   |
| Screaming Mantis       | Mao Yuuki        | Andrea Zafra           | Mao Yuuki                      |
| Comandante CMP         |                  | Bob Joles              |                                |
| Voce di Dio            | Hideo Kojima     | Hideo Kojima           |                                |
| Allarme voce dei Gekko |                  | Kris Zimmerman Salter  |                                |
| Psycho Mantis          |                  | Doug Stone             |                                |
| Ocelot                 |                  | Josh Keaton            |                                |
| Revolver Ocelot        |                  | Patric Zimmerman       |                                |
| Vulcan Raven           | Yukitoshi Hori   | Peter Lurie            |                                |
| The Sorrow             | Yukitoshi Hori   | David Thomas           |                                |
| Cyborg Ninja           | Kaneto Shiozawa  | Rob Paulsen            |                                |
| Soldati Genomici       |                  | Doug Stone Peter Lurie |                                |
| Big Boss               | Chikao Ōtsuka    | Richard Doyle          | Akio Ōtsuka                    |

## Colonna sonora
La partitura per le musiche di Metal Gear Solid 4 è composta da Harry Gregson-Williams, già presente in Metal Gear Solid 2 e 3, e da Nobuko Toda, che si è occupato invece in precedenza delle colonne sonore per Metal Gear Ac!d e Metal Gear Ac!d 2.

## Metal Gear Online
Metal Gear Online era la componente online del gioco; questa parte comprendeva 16 scenari di combattimento in puro stile Metal Gear. Per rendere le partite più bilanciate, l'obiettivo di Snake era stato interamente rivisitato: anziché raggiungere un dato punto della mappa ancora in vita, egli doveva raccogliere un certo numero di piastrine militari, prima che i propri nemici lo avessero ucciso per tre volte. Due diversi team tentavano di ucciderlo, e se allo scadere del tempo Snake era ancora in vita, il team vincitore sarebbe stato quello che avesse causato più danni. Il titolo presentava inoltre un sistema di matckmaking. Payton rivelò l'arrivo di pacchetti espansivi a pagamento nel corso dei mesi successivi alla release. Il giorno 12 giugno 2012, alle ore 23.59(JST), il servizio online è stato disattivato, poiché aveva ormai offerto tutto ciò che poteva, secondo quanto dichiarato da Konami.

## Accoglienza
| Testata                           | Giudizio |
| --------------------------------- | -------- |
| GameRankings (media al 9-12-2019) | 93.53%   |
| Metacritic (media al 6-7-2024)    | 94/100   |
| Play Generation                   | 97/100   |

Dalla media delle recensioni ottenute, Metal Gear Solid 4, è stato acclamato universalmente ed ha raggiunto il punteggio di 94 su Metacritic e di 93 su GameRankings.
La rivista Play Generation lo classificò come il sesto miglior gioco d'avventura del 2008. La stessa testata diede al gioco un punteggio di 97/100, trovando l'intreccio narrativo indimenticabile e l'ennesimo trionfo di una serie che continua a stupire, reputandolo un "must" imperdibile.

### Successo commerciale
Da un report finanziario ufficiale si evince che Konami ha venduto 5 milioni di copie del videogioco rendendolo uno dei titoli di maggior successo per PlayStation 3. Per questo motivo Konami ha deciso di pubblicare il gioco in edizione platinum nel corso del 2009.

### Premi e riconoscimenti
- Gioco dell'anno 2008[19]
- Miglior Gioco d'Azione[19]
- Miglior Gioco PlayStation 3[19]
- Miglior Grafica[19]

## Metal Gear Solid 4 Database

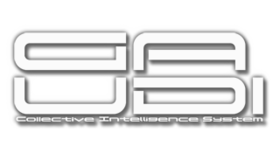
Logo del Metal Gear Solid 4 Database, ovvero del "Gaudi", un supercomputer immaginario usato da Otacon

Il 26 giugno 2008 la Sony ha reso disponibile sul PlayStation Store un file gratuitamente scaricabile che comprende una dettagliata enciclopedia digitale riguardante i capitoli canonici della serie fino a Metal Gear Solid 4 (compreso Metal Gear Solid: Portable Ops). Se si è già completato Metal Gear Solid 4, conservando sulla PS3 i dati di salvataggio, è possibile sbloccare dal Database ulteriori informazioni sulla trama della serie, contrassegnate in rosso. Il file può essere letto in giapponese, inglese, francese, spagnolo, italiano e tedesco.

## Metal Gear Solid 4: 25th Anniversary Edition
Nel 2012 è uscito Metal Gear Solid 4: 25th Anniversary Edition, un'edizione di Metal Gear Solid 4: Guns of the Patriots con l'aggiunta dei Trofei. Tuttavia, essendo i Trofei disponibili anche con Metal Gear Solid 4: Guns of the Patriots attraverso un aggiornamento del sistema, la versione 25th Anniversary Edition non presenta concrete differenze rispetto all'originale, se non per un poster pieghevole accluso nella confezione e per la diversa grafica della confezione stessa.